# Kamalaśila
Kamalaśila (ur. ok. 740 – zm. 795) – indyjski mnich i uczony buddyjski.
Jest znany przede wszystkim jako uczeń i komentator Śantarakszity oraz reprezentant indyjskiego buddyzmu w tzw. debacie w Samje (792–794). Niemal nic nie wiadomo o jego życiu w Indiach, podczas gdy zajmuje prominentne miejsce w historiografii tybetańskiej. Miał przybyć do Tybetu po śmierci Śantarakszity w 788. Zgodnie z sięgającą XIV wieku tradycją tybetańską Trisong Decen uznał obstającego  przy gradualizmie Kamalaśilę za zwycięzcę debaty w Samje. Jednak współczesne wydarzeniu rękopisy z Dunhuang utrzymują, że debatę wygrał chiński mnich Moheyan, argumentujący za subityzmem, w ogóle nie wspominając o Kamalaśili. Kamalaśila twórczo rozwijał syntezę jogaczary i madhjamaki zaproponowaną przez Śantarakszitę. Był płodnym autorem i jego pisma pozostają jednym z najbogatszych źródeł do historii międzyreligijnej filozoficznej debaty w VIII-wiecznych Indiach.